# Schinopsis lorentzii
Schinopsis lorentzii là một loài thực vật có hoa trong họ Đào lộn hột. Loài này được (Griseb.) Engl. miêu tả khoa học đầu tiên năm 1881.

## Hình ảnh

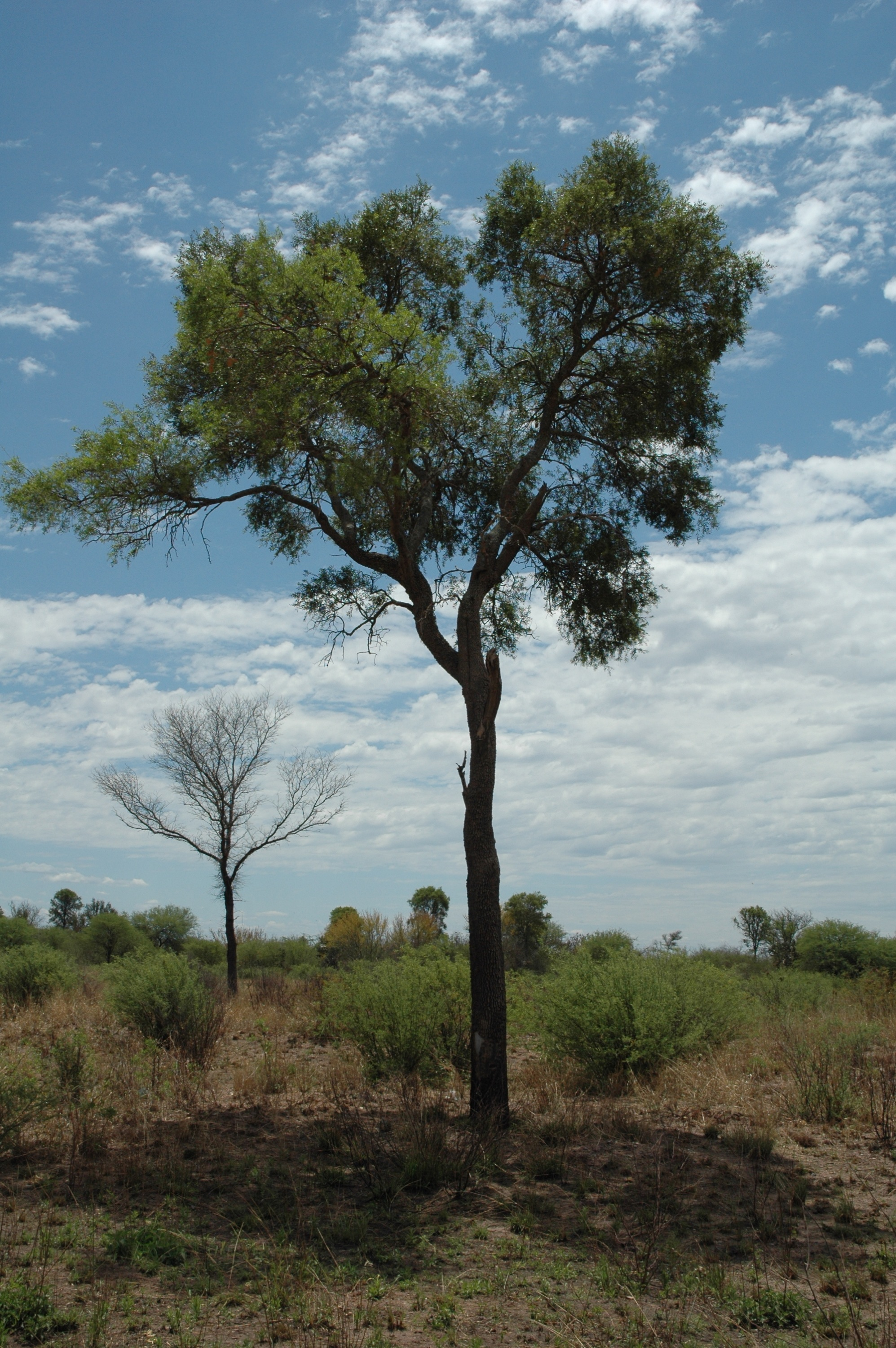